# Grand Prix automobile du Brésil 1988
GP précédent GP suivant
Le Grand Prix automobile du Brésil 1988 (Grande Prêmio do Brasil), disputé le 3 avril 1988 sur le circuit du Jacarepaguá, est la 453e épreuve du championnat du monde de Formule 1 courue depuis 1950. Il s'agit de la seizième édition du Grand Prix du Brésil comptant pour le championnat du monde de Formule 1, la neuvième disputée à Jacarepaguá, quartier de la ville de Rio de Janeiro, et de la première manche du championnat 1988.

## Essais libres

### Première séance, le vendredi matin
| Pos. | Pilote             | Voiture       | Chrono         | Écart     |
| ---- | ------------------ | ------------- | -------------- | --------- |
| 1    | Alain Prost        | McLaren-Honda | 1 min 31 s 234 |           |
| 2    | Ayrton Senna       | McLaren-Honda | 1 min 31 s 761 | + 0 s 527 |
| 3    | Nigel Mansell      | Williams-Judd | 1 min 31 s 987 | + 0 s 753 |
| 4    | Michele Alboreto   | Ferrari       | 1 min 32 s 609 | + 1 s 653 |
| 5    | Alessandro Nannini | Benetton-Ford | 1 min 33 s 137 | + 1 s 653 |
| 6    | Thierry Boutsen    | Benetton-Ford | 1 min 32 s 887 | + 1 s 903 |

### Deuxième séance, le samedi matin
| Pos. | Pilote           | Voiture       | Chrono         | Écart     |
| ---- | ---------------- | ------------- | -------------- | --------- |
| 1    | Ayrton Senna     | McLaren-Honda | 1 min 29 s 521 |           |
| 2    | Gerhard Berger   | Ferrari       | 1 min 30 s 568 | + 1 s 047 |
| 3    | Thierry Boutsen  | Benetton-Ford | 1 min 30 s 675 | + 1 s 154 |
| 4    | Nigel Mansell    | Williams-Judd | 1 min 31 s 118 | + 1 s 597 |
| 5    | Michele Alboreto | Ferrari       | 1 min 31 s 381 | + 1 s 860 |
| 6    | Nelson Piquet    | Lotus-Honda   | 1 min 31 s 915 | + 2 s 394 |

## Grille de départ
| Pos. | Pilote             | Écurie               | Qualifications 1 | Qualifications 2 | Écart      |
| ---- | ------------------ | -------------------- | ---------------- | ---------------- | ---------- |
| 1    | Ayrton Senna       | McLaren-Honda        | 1 min 30 s 218   | 1 min 28 s 096   |            |
| 2    | Nigel Mansell      | Williams-Judd        | 1 min 30 s 928   | 1 min 28 s 632   | + 0 s 536  |
| 3    | Alain Prost        | McLaren-Honda        | 1 min 31 s 975   | 1 min 28 s 782   | + 0 s 686  |
| 4    | Gerhard Berger     | Ferrari              | 1 min 32 s 123   | 1 min 29 s 026   | + 0 s 930  |
| 5    | Nelson Piquet      | Lotus-Honda          | 1 min 32 s 888   | 1 min 30 s 087   | + 1 s 991  |
| 6    | Michele Alboreto   | Ferrari              | 1 min 32 s 523   | 1 min 30 s 114   | + 2 s 018  |
| 7    | Thierry Boutsen    | Benetton-Ford        | 1 min 32 s 060   | 1 min 30 s 140   | + 2 s 044  |
| 8    | Riccardo Patrese   | Williams-Judd        | 1 min 34 s 070   | 1 min 30 s 439   | + 2 s 343  |
| 9    | Ivan Capelli       | March-Judd           | 1 min 33 s 546   | 1 min 30 s 929   | + 2 s 833  |
| 10   | Satoru Nakajima    | Lotus-Honda          | 1 min 33 s 293   | 1 min 31 s 280   | + 3 s 184  |
| 11   | Derek Warwick      | Arrows-Megatron      | 1 min 34 s 323   | 1 min 31 s 713   | + 3 s 617  |
| 12   | Alessandro Nannini | Benetton-Ford        | 1 min 31 s 722   | 1 min 32 s 748   | + 3 s 626  |
| 13   | Maurício Gugelmin  | March-Judd           | 1 min 34 s 037   | 1 min 31 s 833   | + 3 s 737  |
| 14   | Andrea De Cesaris  | Rial-Ford            | 1 min 34 s 988   | 1 min 32 s 275   | + 4 s 179  |
| 15   | Eddie Cheever      | Arrows-Megatron      | 1 min 33 s 787   | 1 min 32 s 843   | + 4 s 747  |
| 16   | Philippe Alliot    | Larrousse-Ford       | 1 min 35 s 930   | 1 min 32 s 933   | + 4 s 837  |
| 17   | Yannick Dalmas     | Larrousse-Ford       | 1 min 36 s 832   | 1 min 33 s 408   | + 5 s 312  |
| 18   | René Arnoux        | Ligier-Judd          | 1 min 37 s 214   | 1 min 34 s 474   | + 6 s 378  |
| 19   | Philippe Streiff   | AGS-Ford             | 1 min 37 s 601   | 1 min 34 s 481   | + 6 s 385  |
| 20   | Luis Pérez-Sala    | Minardi-Ford         | 1 min 36 s 593   | 1 min 34 s 532   | + 6 s 436  |
| 21   | Stefan Johansson   | Ligier-Judd          | 1 min 37 s 454   | 1 min 34 s 579   | + 6 s 483  |
| 22   | Jonathan Palmer    | Tyrrell-Ford         | 1 min 38 s 628   | 1 min 34 s 686   | + 6 s 590  |
| 23   | Adrian Campos      | Minardi-Ford         | 1 min 36 s 593   | 1 min 34 s 886   | + 6 s 790  |
| 24   | Stefano Modena     | Eurobrun-Ford        | 1 min 37 s 506   | 1 min 34 s 910   | + 6 s 814  |
| 25   | Gabriele Tarquini  | Coloni-Ford          | 1 min 41 s 149   | 1 min 35 s 407   | + 7 s 311  |
| 26   | Oscar Larrauri     | Eurobrun-Ford        | 1 min 38 s 927   | 1 min 35 s 711   | + 7 s 615  |
| Nq   | Julian Bailey      | Tyrrell-Ford         | 1 min 39 s 711   | 1 min 36 s 137   | + 8 s 041  |
| Nq   | Piercarlo Ghinzani | Zakspeed             | 1 min 40 s 431   | 1 min 37 s 621   | + 9 s 525  |
| Nq   | Nicola Larini      | Osella               | 1 min 38 s 927   | 1 min 38 s 371   | + 10 s 275 |
| Nq   | Bernd Schneider    | Zakspeed             | 1 min 45 s 540   | 1 min 38 s 614   | + 10 s 518 |
| Npq. | Alex Caffi         | Scuderia Italia-Ford |                  |                  |            |

## Warm up, le dimanche matin
| Pos. | Pilote             | Voiture       | Chrono         | Écart     |
| ---- | ------------------ | ------------- | -------------- | --------- |
| 1    | Ayrton Senna       | McLaren-Honda | 1 min 45 s 165 |           |
| 2    | Thierry Boutsen    | Benetton-Ford | 1 min 46 s 460 | + 1 s 295 |
| 3    | Alessandro Nannini | Benetton-Ford | 1 min 46 s 885 | + 1 s 720 |
| 4    | Alain Prost        | McLaren-Honda | 1 min 46 s 908 | + 1 s 743 |
| 5    | Nigel Mansell      | Williams-Judd | 1 min 47 s 073 | + 1 s 908 |
| 6    | Gerhard Berger     | Ferrari       | 1 min 47 s 920 | + 2 s 755 |

## Course

### Classement de la course
| Pos. | no | Pilote             | Écurie               | Tours | Temps/Abandon                      | Grille | Points |
| ---- | -- | ------------------ | -------------------- | ----- | ---------------------------------- | ------ | ------ |
| 1    | 11 | Alain Prost        | McLaren-Honda        | 60    | 1 h 36 min 06 s 857 (188,438 km/h) | 3      | 9      |
| 2    | 28 | Gerhard Berger     | Ferrari              | 60    | + 9 s 873                          | 4      | 6      |
| 3    | 1  | Nelson Piquet      | Lotus-Honda          | 60    | + 1 min 08 s 591                   | 5      | 4      |
| 4    | 17 | Derek Warwick      | Arrows-Megatron      | 60    | + 1 min 13 s 348                   | 11     | 3      |
| 5    | 27 | Michele Alboreto   | Ferrari              | 60    | + 1 min 14 s 556                   | 6      | 2      |
| 6    | 2  | Satoru Nakajima    | Lotus-Honda          | 59    | + 1 tour                           | 10     | 1      |
| 7    | 20 | Thierry Boutsen    | Benetton-Ford        | 59    | + 1 tour                           | 7      |        |
| 8    | 18 | Eddie Cheever      | Arrows-Megatron      | 59    | + 1 tour                           | 15     |        |
| 9    | 26 | Stefan Johansson   | Ligier-Judd          | 57    | + 3 tours                          | 21     |        |
| Abd. | 22 | Andrea De Cesaris  | Rial-Ford            | 53    | Surchauffe                         | 14     |        |
| Abd. | 3  | Jonathan Palmer    | Tyrrell-Ford         | 47    | Transmission                       | 22     |        |
| Abd. | 24 | Luis Pérez-Sala    | Minardi-Ford         | 46    | Châssis                            | 20     |        |
| Abd. | 30 | Philippe Alliot    | Larrousse-Ford       | 40    | Suspension                         | 16     |        |
| Abd. | 31 | Gabriele Tarquini  | Coloni-Ford          | 35    | Suspension                         | 25     |        |
| Abd. | 14 | Philippe Streiff   | AGS-Ford             | 35    | Sortie de piste                    | 19     |        |
| Abd. | 29 | Yannick Dalmas     | Larrousse-Ford       | 32    | Panne électrique                   | 17     |        |
| Dsq. | 12 | Ayrton Senna       | McLaren-Honda        | 31    | Disqualifié                        | 1      |        |
| Abd. | 25 | René Arnoux        | Ligier-Judd          | 23    | Embrayage                          | 18     |        |
| Abd. | 33 | Stefano Modena     | Eurobrun-Ford        | 20    | Pompe à essence                    | 24     |        |
| Abd. | 5  | Nigel Mansell      | Williams-Judd        | 18    | Moteur                             | 2      |        |
| Abd. | 19 | Alessandro Nannini | Benetton-Ford        | 7     | Moteur                             | 12     |        |
| Abd. | 6  | Riccardo Patrese   | Williams-Judd        | 6     | Moteur                             | 8      |        |
| Abd. | 16 | Ivan Capelli       | March-Judd           | 6     | Pression d'huile                   | 9      |        |
| Abd. | 23 | Adrian Campos      | Minardi-Ford         | 5     | Châssis                            | 23     |        |
| Abd. | 15 | Mauricio Gugelmin  | March-Judd           | 0     | Transmission                       | 13     |        |
| Np.  | 32 | Oscar Larrauri     | Eurobrun-Ford        |       | Panne électrique                   | 26     |        |
| Nq   | 4  | Julian Bailey      | Tyrrell-Ford         |       | Non qualifié                       |        |        |
| Nq   | 9  | Piercarlo Ghinzani | Zakspeed             |       | Non qualifié                       |        |        |
| Nq   | 21 | Nicola Larini      | Osella               |       | Non qualifié                       |        |        |
| Nq   | 10 | Bernd Schneider    | Zakspeed             |       | Non qualifié                       |        |        |
| Npq. | 36 | Alex Caffi         | Scuderia Italia-Ford |       | Non préqualifié                    |        |        |

### Pole position et record du tour
- Pole position :  Ayrton Senna (McLaren-Honda) en 1 min 28 s 096 (vitesse moyenne : 205,589 km/h)[7].
- Meilleur tour en course :  Gerhard Berger (Ferrari) en 1 min 32 s 943 au quarante-cinquième tour (vitesse moyenne : 194,868 km/h)[8].

### Tours en tête
- Alain Prost (McLaren-Honda) : 60 tours (1-60)[9].

## Statistiques
Le Grand Prix du Brésil 1988 représente :
- la 17e pole position de sa carrière pour Ayrton Senna ;
- la 29e victoire de sa carrière pour Alain Prost ;
- le 6e meilleur tour en course de sa carrière pour Gerhard Berger ;
- la 56e victoire pour McLaren en tant que constructeur ;
- la 28e victoire pour Honda en tant que motoriste ;
- le 170e podium pour Team Lotus ;
- le 1er Grand Prix pour les écuries Rial Racing, Scuderia Italia et Eurobrun Racing ;
- le 150e Grand Prix pour l'écurie March.

Au cours de ce Grand Prix :
- Ayrton Senna est disqualifié pour avoir changé de voiture alors que la procédure de départ était enclenchée.
- La course est amputée d'un tour, passant de 61 à 60 à la suite de deux tours de formation.